# Afterlife (Nocturnal Rites)
| Recensione | Giudizio |
| ---------- | -------- |
| AllMusic   | [ 2 ]    |

Afterlife è il quarto album del gruppo musicale svedese Nocturnal Rites, pubblicato nel 2000 dalla Century Media Records.

## Tracce
1. Afterlife – 5:27
2. Wake Up Dead – 3:49
3. The Sinner's Cross – 3:48
4. Hell and Back – 3:40
5. The Sign – 3:50
6. The Devil's Child – 3:18
7. Generic Distortion Sequence – 4:02
8. Sacrifice – 3:21
9. Temple of the Dead – 4:48
10. Hellenium – 4:47

Traccia bonus presente nell'edizione giapponese
1. Okahoo – 4:04

## Formazione
- Jonny Lindkvist – voce
- Fredrik Mannberg – chitarra
- Nils Norberg – chitarra
- Nils Eriksson – basso
- Mattias Bernhardsson – tastiere
- Owe Lingvall – batteria